# 張啓後

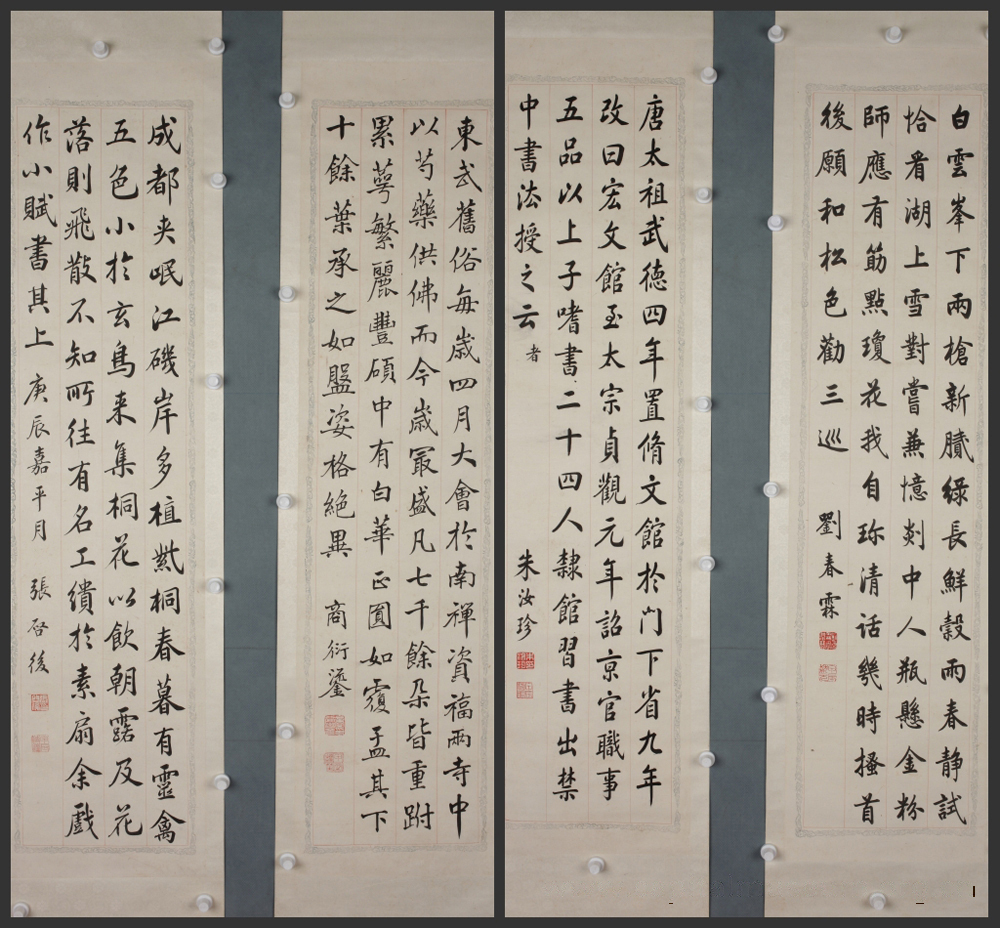
刘春霖、朱汝珍、商衍鎏、张启后楷书四条屏，深圳博物馆藏

張啓後（1873年—1944年），字燕昌，号若曾，安徽泗州人。末科進士、末代传胪。

## 生平
光绪三十年（1904年）甲辰恩科殿試二甲第一名传胪。散館授編修。曾任湖南按察使、中華民國國會議員、安徽省政府秘书长等职。善诗文，工书法。